# Lubiechowo Dwór
Lubiechowo Dwór – zlikwidowany przystanek kolei wąskotorowej (Kołobrzeska Kolej Wąskotorowa) w Lubiechowie, w województwie zachodniopomorskim, w Polsce.